# Saint-Berain-sous-Sanvignes
Saint-Berain-sous-Sanvignes település Franciaországban, Saône-et-Loire megyében. Lakosainak száma 1106 fő (2022. január 1.). Saint-Berain-sous-Sanvignes Charmoy, Sanvignes-les-Mines, Montceau-les-Mines, Blanzy és Saint-Eugène községekkel határos.

## Népesség
A település népessége az elmúlt években az alábbi módon változott:
| Lakosok száma | 1068 | 1094 | 1113 | 1093 | 1088 | 1084 | 1094 | 1097 | 1106 |
|               | 2013 | 2015 | 2016 | 2017 | 2018 | 2019 | 2020 | 2021 | 2022 |